# Żabinka (dopływ Muchawca)
Żabinka (biał. Жабінка, ros. Жабинка) – rzeka na Białorusi, w rejonach kamienieckim i żabineckim, prawy dopływ rzeki Muchawiec w dorzeczu Wisły. 
Długość 25 km, powierzchnia zlewni 228 km². Średnie nachylenie powierzchni wody 0,5‰. Zaczyna się 2,5 km na południowy zachód od wsi Peliszcze w rejonie kamienieckim (przed melioracją zaczynała się od wsi Życin), ujście w granicach miasta Żabinka. Płynie przez Równinę Nadbużańską. Koryto uregulowane na całej długości. W pobliżu wsi Sokołowo rejonu żabineckiego przepływa przez stawy gospodarstwa rybnego "Sokołowo". W górnym biegu, na odcinku 10 km, nosi nazwę "Kanał Żabinka".